# Labeo luluae
Labeo luluae är en fiskart som beskrevs av Fowler, 1930. Labeo luluae ingår i släktet Labeo och familjen karpfiskar. IUCN kategoriserar arten globalt som otillräckligt studerad. Inga underarter finns listade i Catalogue of Life.